# Peggy Taylor
Peggy Taylor (5 de diciembre de 1920– 8 de junio de 2006) fue una espía francesa de la Segunda Guerra Mundial, conocida por asesinar a un coronel nazi de las SS cuando sólo tenía 21 años.

## Biografía
Taylor nació como Margaret Martha Gertrude Taylor el 5 de diciembre de 1920. Sus padres eran Herbert Taylor, un hombre de negocios inglés, y Anne-Marie Le Coq. Margaret tenía una hermana y dos hermanos. Toda la familia vivía en la misma casa que la madre de Anne Marie, la abuela de Taylor. Peggy fue enviada a un convento al llegar a la adolescencia, pero su padre había ido a Yorkshire a trabajar para el gobierno británico durante la Segunda Guerra Mundial y mandó a buscar a la familia poco después de su llegada. Anne Marie, que no podía abandonar a su madre enferma, dio a sus hijos 9.000 francos y los envió en barco a Falmouth. Peggy y sus hermanos recibieron la noticia a través de la Cruz Roja suiza de que su madre estaba internada en un campo de concentración cerca de la frontera alemana.

## La vida en guerra
Desesperados por salvar a su madre, Peggy, su hermana y su hermano William se alistaron en las Fuerzas Francesas Libres. Peggy se convirtió en paracaidista y espía, haciéndose pasar astutamente por prostituta para obtener información. En una ocasión, Peggy recorrió en bicicleta la costa de Normandía, soplando besos al personal militar alemán allí estacionado, mientras recopilaba información sobre el número y la posición de los tanques y otras estructuras militares. Esta información resultó muy valiosa, ya que se cree que influyó en la fecha del Día D. A los 21 años consiguió asesinar a un coronel de las SS nazis tras ganarse su confianza y concertar una cena con él. "Le dije 'adiós' y se dejó caer".

## Después de la guerra
Tras la Segunda Guerra Mundial, Taylor hizo la transición de vuelta a la vida civil. Por sus logros militares recibió la Croix de Guerre y la medalla de la Resistencia Francesa en dos ocasiones. En 1955, Taylor emigró a Ottawa (Canadá) y trabajó para el gobierno federal como taquígrafa. En 1995 se internó en un hogar de ancianos veteranos (Centro de Cuidados Coronel Belcher) y falleció el 8 de junio de 2006.